# Suragina fascipennis
Suragina fascipennis är en tvåvingeart som först beskrevs av Mario Bezzi 1916.  Suragina fascipennis ingår i släktet Suragina och familjen bäckflugor. Inga underarter finns listade i Catalogue of Life.